# 29620 Gurbanikaur
A 29620 Gurbanikaur (ideiglenes jelöléssel (29620) 1998 SM140) a Naprendszer kisbolygóövében található aszteroida. A LINEAR projekt keretében fedezték fel 1998. szeptember 26-án.